# 大埤路
大埤路（Dapi Rd.）為高雄市鳥松區的東西向道路，東起於鳥松區中正路口銜接神農路，西止於澄清路口。大埤路鄰接原名「大埤」的澄清湖而得名，編號市道183乙線，是澄清湖周邊的重要道路。

## 行經行政區域
- 鳥松區

## 沿線設施
（由東至西）
- 7-ELEVEN長青門市
- 澄清湖
- 澄清湖棒球場
- 台灣自來水公司第七區管理處
- 高雄市政府勞工局訓練就業中心
- 鳥松勞工公園
- 高雄長庚紀念醫院
- 鳥松濕地公園
- 正修科技大學

## 公共自行車
- 高雄市公共自行車租賃系統：
  - 大埤大智路口：大埤路/大智路口(東南側)
  - 高雄市立澄清湖棒球場：大埤路32號
  - 澄清湖：大埤路/澄清路(西北角)

## 相關連結
- 高雄市主要道路列表